# Iyonus yuyama
Iyonus yuyama – gatunek kosarza z podrzędu Laniatores i rodziny Podoctidae. Jedyny znany przedstawiciel monotypowego rodzaju Iyonus.

## Występowanie
Gatunek jest endemiczny dla Japonii.